# Kruhowicze (gmina)
Kruhowicze – dawna gmina wiejska istniejąca do 1939 roku w woj. poleskim (obecnie na Białorusi). Siedzibą gminy były Kruhowicze Wielkie.
Początkowo gmina należała do powiatu słuckiego. 1 kwietnia 1920 r. gmina została wydzielona z powiatu słuckiego i przyłączona do powiatu baranowickiego pod Zarządem Cywilnym Ziem Wschodnich (bez wsi Czudzin, włączonej do gminy Czuczewicze powiatu łuninieckiego). 7 listopada 1920 r. została wyłączona z powiatu słuckiego (!) i przyłączona do nowo utworzonego powiatu łuninieckiego pod Zarządem Terenów Przyfrontowych i Etapowych. 19 lutego 1921 r. wraz z całym powiatem weszła w skład nowo utworzonego województwa poleskiego.
Po wojnie obszar gminy Kruhowicze wszedł w struktury administracyjne Związku Radzieckiego.